# Rüfenach
Rüfenach es una comuna suiza del cantón de Argovia, situada en el distrito de Brugg. Limita al norte y noreste con la comuna de Villigen, al sureste con Brugg, al suroeste con Riniken, y al suroeste con Remigen.